# Кавецана д'Антена (Маса-Карара)
Кавецана д'Антена је насеље у Италији у округу Маса-Карара, региону Тоскана.
Према процени из 2011. у насељу је живело 15 становника. Насеље се налази на надморској висини од 552 м.